# Tobias Steinhauser

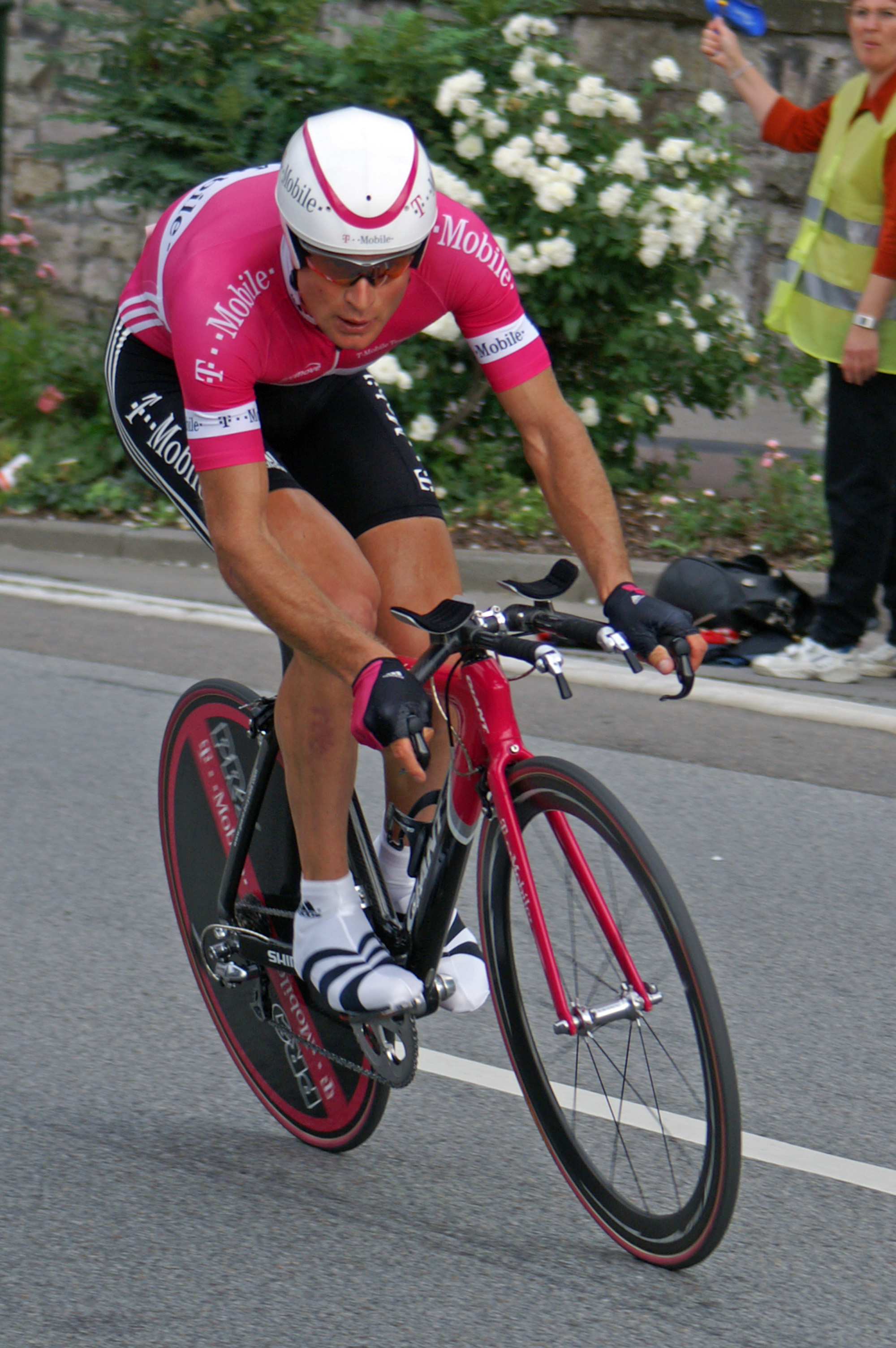
Tobias Steinhauser bei der Deutschlandtour 2005

Tobias Steinhauser (* 27. Januar 1972 in Lindenberg im Allgäu) ist ein ehemaliger deutscher Radrennfahrer.

## Sportliche Laufbahn
1994 wurde Tobias Steinhauser deutscher Amateurmeister im Mannschaftszeitfahren mit seinem Verein RSV Öschelbronn, gemeinsam mit Michael Rich, Uwe Peschel und Andreas Lebsanft; im selben Jahr gewann er die Slowenien-Rundfahrt und wurde deutscher Vizemeister im Straßenrennen. 1995 beendete er den Giro delle Regioni als Sieger.
1996 unterschrieb Steinhauser seinen ersten Profivertrag bei Ceramiche Refin-Mobilvetta. Im Jahr 2000 belegte er bei den Straßen-Weltmeisterschaften Rang fünf im Straßenrennen und gewann das Etappenrennen Rapport Toer in Südafrika. Bis 2005 fuhr er in verschiedenen Mannschaften, zuletzt ab 2003 gemeinsam mit Jan Ullrich. Dreimal startete er bei der Tour de France.

## Familie und Beruf
Tobias Steinhauser ist der Schwager von Jan Ullrich, der mit seiner Schwester Sara verheiratet war. Sein Sohn, Georg Steinhauser, ist ebenfalls Radrennfahrer.
Nach seiner Profi-Laufbahn war er unter anderem bei der Produktion und im Vertrieb von Jan-Ullrich-Rennrädern tätig, inzwischen ist der Schlossermeister Inhaber und Geschäftsführer eines Metalltechnikunternehmens.

## Erfolge
1994
- Deutscher Amateurmeister – Mannschaftszeitfahren
- Deutsche Amateurmeisterschaft – Straßenrennen
- Gesamtwertung und drei Etappen Slowenien-Rundfahrt

1995
- Gesamtwertung und eine Etappe Giro delle Regioni

1997
- drei Etappen Sachsen-Tour

2000
- Gesamtwertung und eine Etappe Rapport Toer
- Gesamtwertung Hessen-Rundfahrt
- Giro del Lago Maggiore

2002
- eine Etappe Tour de Suisse

2005
- Mannschaftswertung Tour de France

## Teams
Amateur
- 1987–1988 Rad Union Wangen, Jugend
- 1989–1990 RSG Heilbronn, Junioren
- 1991 Sportvereinigung Stuttgart-Feuerbach, Amateur
- 1992–1995 RSV Öschelbronn, Amateur

Profi
- 1996–1997 Ceramiche Refin-Mobilvetta
- 1998 Vitalicio Seguros-Grupo Generali
- 1999 Mapei
- 2000–2002 Gerolsteiner
- 2003 Coast/Bianchi
- 2004–2005 T-Mobile